# لوتار اشتبر
لوتار اشتبر (انگلیسی: Lothar Stäber؛ زادهٔ ۴ مهٔ ۱۹۳۶) دوچرخه‌سوار اهل آلمان است.
وی در مسابقات کشوری و بین‌المللی در مجموع برندهٔ ۱ مدال نقره شده‌است.